# Einschlussverbindungen

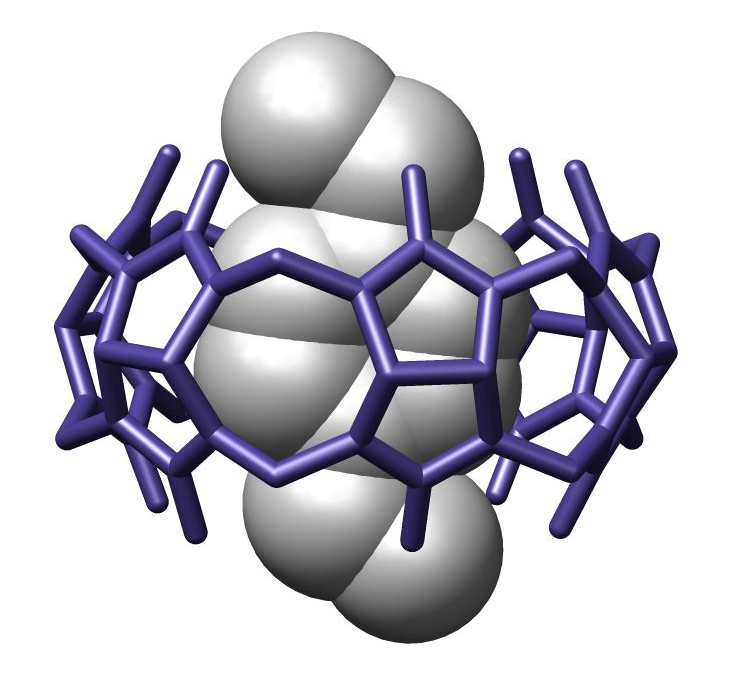
Beispiel für eine Einschlussverbindung (ein Cucurbituril)

Einschlussverbindungen bezeichnen in der Chemie Komplexe, bei denen eine Komponente (der Wirt) eine Aushöhlung formt oder bei Kristallen Zwischenräume im Kristallgitter in Form langer Tunnel oder Kanäle ausbildet. In diesen Zwischenräumen ist ein Gastmolekül untergebracht. Zwischen Gast und Wirt bestehen keine kovalenten Bindungen. Die Anziehung kommt hauptsächlich durch Van-der-Waals-Kräfte zustande. Falls der Gast wie in einem Käfig von allen Seiten durch das Wirtsgitter umgeben ist, spricht man von Käfigeinschlussverbindungen oder Clathraten.
Die chemische Industrie verwendet Einschlussverbindungen von Harnstoff in der Harnstoff-Extraktiv-Kristallisation zur Trennung von n- und iso-Paraffinen zur Stockpunkterniedrigung von Schmierölen.